# Tống Dật Dân
Đừng nhầm lẫn với Tống Đạt Dân.
Tống Dật Dân (tiếng Trung: 宋逸民, bính âm: Song Yi-Min) là một diễn viên Đài Loan. Trong những năm gần đây, anh giữ chức chủ tịch Hiệp hội quảng bá nghệ thuật Đài Loan.

## Tiểu sử
Tống Dật Dân sinh ngày 06 tháng 11 năm 1967 tại Giang Tô, Đài Loan. Anh ra đời lúc 9 giờ 35 phút sáng, sớm hơn người em sinh đôi Tống Đạt Dân 15 phút.
Sau khi tốt nghiệp Học viện quốc Đài Loan, anh bước vào giới nghệ thuật, anh nổi tiếng với các ca khúc điện ảnh và truyền hình, Tống Dật Dân đã tham gia vào các bộ phim truyền hình, phim học sinh, và cả các talk show nổi tiếng.
Vào ngày 29 tháng 10 năm 2006, do ảnh hưởng từ người em trai của mình, Tống Dật Dân đã tham gia rửa tội trở thành một Cơ đốc nhân. Từ năm 2011 đến năm 2019, anh đã tổ chức một buổi hòa nhạc phúc âm quy mô lớn vào Ngày tháng 4 với hơn một trăm nghệ sĩ tham gia, dẫn dắt các nghệ sĩ tham gia vào phúc lợi xã hội và truyền giáo phúc âm.
Năm 2020, Tống Dật Dân đã trở lại màn ảnh rộng sau 30 năm, anh tham gia bộ phim Acting Out of Love (tên gốc: 練愛iNG) 

## Đời sống cá nhân
Ngày 4 tháng 1 năm 2003, Tống Dật Dân kết hôn với nữ diễn viên Trần Duy Linh (陳維齡). Cả hai có với nhau hai người con: con trai Tống Thừa Tuấn (sinh 2004) và con gái Tống Ngữ Kiều (sinh 2015).
Năm 2020, hai anh em nhà họ Tống được Mục sư Khấu Thiệu Ân, Trưởng lão Hồng Thiện Quần và một số mục sư tấn phong làm mục sư vào ngày 29 tháng 2 cùng năm.

### Các phim đã đóng:
| Năm  | Phim                                            | Vai diễn                 |
| 1990 | Lão bản cách bích                               | vai Cao Thanh Dật        |
| 1991 | Thân ái đích,ngã ba anh hùng biến mỹ nhân liễu  | vai Lưu Mỹ Tam           |
| 1992 | Đường Thái Tông Lý Thế Dân                      | vai Lý Thừa Càn          |
| 1993 | Bao Thanh Thiên (Song sinh kiếp)                | vai Thiện Bình           |
| 1993 | Mai hoa tam mộng(Mai hoa lạc)                   | vai Tiểu Khấu Tử         |
| 1993 | Kim lâu y                                       | vai hoàng thượng/Dư Sinh |
| 1994 | Lộ trường tình canh trường                      | vai Mạnh Đạt Vĩ          |
| 1995 | Tân Bao Thanh Thiên(Tuẫn tình ký)               | vai Dương Học Bân        |
| 1995 | Thiên địa truyền kỳ Hoa Mộc Lan                 | vai Lý Tuấn              |
| 1996 | Thiên sư Chung Quỳ (Thiến nữ tình cừu)          | vai Trữ Hải Thần         |
|      | Tuyết sơn thần kiếm                             | vai Hắc Vương Tử         |
| 1997 | Thiên sử thị nam nhân                           | vai Tịch Thụy Đức        |
| 1998 | Thi công kỳ án (Tường long thoát khốn Cô sồ lệ) | vai Đoạn Anh             |
| 1998 | Thổ Địa truyền kỳ (Vi thiện tối lạc)            | vai Lưu Đức Chí          |
| 1998 | Chiết dực thiên sử                              | vai Trần Thông Minh      |
| 1998 | Đại cước a phụ (Phú quý tại thiên)              | vai Lâm Tuấn Kiệt        |
| 2000 | Kim chi ngọc diệp                               | vai A Quốc               |
| 2000 | Thu thiên đích đồng thoại                       | vai Thừa Ân              |
| 2000 | Tương bỉ tâm                                    | vai Lại Minh Tuấn        |
| 2001 | Tình nghĩa                                      | vai Lâm Tuấn Sinh        |
| 2002 | Thế gian lộ                                     | vai Vương Quang Viễn     |
| 2002 | Song diện giáo phụ                              | vai Lý Minh              |
| 2003 | Đài Loan linh di sự kiện (Thiện nữ u hồn)       | vai Hứa Phú Thành        |
| 2003 | A đạt dữ phi đầu                                | vai A Đạt                |
| 2003 | Dạ bán ca thanh                                 | vai Vương Tiểu Minh      |
| 2003 | Cống đính khai hoa                              | vai Lâm Chính Trung      |
| 2003 | Phiến vương chi vương                           | vai Vương Tiểu Long      |
| 2003 | Đổ thần đổ quỷ                                  | vai Lâm Vĩnh Thanh       |
| 2003 | Song hưởng pháo                                 | vai Phan Địch Sanh       |
| 2003 | Thanh Long hảo hán                              | vai Giang Thiên Bảo      |
| 2004 | Dục vọng nhân sinh                              | vai Lâm Thịnh Xương      |
| 2005 | Sinh mệnh thái dương                            | vai Tống Trung Nghĩa     |
| 2006 | Thiên trường địa cửu                            | vai Lý Tái Sinh          |
| 2007 | Bảo đảo thiếu nữ thành công ký                  | vai Lâm Khánh Sơn        |
| 2007 | Khi người ta yêu                                | vai La An Bình           |
| 2007 | Tế công                                         | vai Ngưu Tinh            |
| 2007 | Đừng gọi tôi ngoại tịch tân nương               | vai La Chính Trung       |
| 2008 | Nương gia                                       | vai Dương Tuấn Hiền      |
| 2011 | Cha và con                                      | vai Lâm Đông Giang       |

| Phim                          | Vai diễn             |
| Thổ địa truyền kỳ             | vai Lưu Đức Chí      |
| Đường Thế Tông Lý Thế Dân     | vai Lý Thừa Càn      |
| Thiên địa kỳ anh Hoa Mộc Lan  | vai Lý Tuấn          |
| Phú quý tại trời              | vai Lâm Tuấn Kiệt    |
| Kim chi ngọc diệp             | vai A Quốc           |
| Tình nghĩa                    | vai Lâm Tuấn Sinh    |
| Đường đời                     | vai Vương Quang Viễn |
| Thanh Long hảo hán            | vai Giang Thiên Bảo  |
| Dục vọng dân sinh             | vai Lâm Thịnh Xương  |
| Thiên trường địa cửu          | vai Lý Tái Sinh      |
| Khi người ta yêu              | vai La An Bình       |
| Tế công                       | vai Ngưu Tinh        |
| Nương gia - Chuyện bên nhà mẹ | vai Dương Tuấn Hiền  |
| Cha và con                    | vai Lâm Đông Giang   |
| Long phi phụng vũ             | vai Trần Tuấn Anh …  |